# Гарднер, Роберт
Роберт Гарднер (англ. Robert Gardner; 5 ноября 1925, Бруклайн, Массачусетс — 21 июня 2014, Кембридж, Массачусетс) — американский учёный, антрополог и режиссёр-документалист, с 1957 по 1997 год директор Центра изучения кино при Гарвардском университете.
С начала 1950-х годов известен своими работами в области визуальной антропологии, в частности фильмами «Мёртвые птицы» (1963) и «Лес блаженства» (1986). В 2011 году на кинофоруме в Нью-Йорке состоялась ретроспектива его работ.
Сооснователь вместе со Стэнли Кэвеллом Harvard Film Archive (в 1979).